# Cuadrilla de Dolores
Cuadrilla de Dolores är en ort i Mexiko.   Den ligger i kommunen Valle de Bravo och delstaten Mexiko, i den södra delen av landet, 100 km väster om huvudstaden Mexico City. Cuadrilla de Dolores ligger 2 192 meter över havet och antalet invånare är 1 234.
Terrängen runt Cuadrilla de Dolores är kuperad, och sluttar västerut. Runt Cuadrilla de Dolores är det ganska tätbefolkat, med 116 invånare per kvadratkilometer. Närmaste större samhälle är Jesús del Monte, 8,8 km öster om Cuadrilla de Dolores. I omgivningarna runt Cuadrilla de Dolores växer huvudsakligen savannskog.